# 発達段階理論
発達段階理論（はったつだんかいりろん、英: developmental stage theories）とは、ヒトの児童期発達を、行動の質的差異によって特徴づけられる段階に分割できるという理論。
心理的・身体的発達が生涯にわたってどのように進行するかについては、いくつかの異なる見解が存在する。発達には個人差があり、また発達は複数の領域にわたって順を追いながらも同時に起こるとみなすのが、発達心理学者においては一般的である。

## 一覧
- ジャン・ピアジェ - 認知発達段階（theory of cognitive development ）
- Neo-Piagetian theories of cognitive development
- Michael Commons' Model of Hierarchical Complexity.
- エリク・H・エリクソン - エリクソンの心理社会的発達理論（Erikson's stages of psychosocial development）
- James W. Fowler's stages of faith development theory
- ジークムント・フロイト - 心理性的発達理論（Psychosexual stages）
- ローレンス・コールバーグ -  道徳性発達理論 [3]
- Jane Loevinger, Stages of ego development.
- マーガレット・マーラー - separation-individuation theory of child development
- James Marcia's theory of identity achievement
- ルドルフ・シュタイナー -  七年期[4]
- マリア・モンテッソーリ -  sensitive periods of development.
- アブラハム・マズロー - 自己実現理論[5]
- Clare W. Graves' Emergent Cyclic Levels of Existence Theory.
- ジュディス・リッチ・ハリス - Modular theory of social development.
- Don Beck and Chris Cowan, Spiral Dynamics.
- ピーター・ラスレット（英語版） - サードエイジ論[6]